# Karlo II. Štajerski
Karlo II. Štajerski (Beč, 27. studenog 1540. - Graz, 10. lipnja 1590.), bio je austrijski nadvojvoda koji je od 1564. do 1590. godine vladao Unutrašnjom Austrijom.

## Životopis
Karlo II. je rođen kao najmlađi od tri preživjela sina austrijskog nadvojvode i cara Svetog Rimskog Carstva Ferdinanda I. i njegove žene Ane Jagelović koja je svojom udajom habsburgovcima u miraz donijela krune čeških i ugarskih zemalja.
Kad je 1554. Karlu bio četrnaest godina, njegov otac odlučio je svoje nasljedstvo podijeliti svojim sinovima pa ih tako dobro pripremio za njihove buduće uloge odgovarajućom edukacijom.
Karlo je dobio Unutrašnju Austriju, koja se tad sastojala od Štajerske, Koruške, Kranjske, Goriške grofije, Furlanije, središnje Istre te jadranskih luka Trst i Rijeka.
Karlo preuzeo je vladavinu nakon smrti svog oca 1564. te je svoj dvor u Grazu organizirao po vojničkom modelu i po uzoru na njega reorganizirao lokalnu administraciju kao strogo centraliziranu, jer se suočio s istim problemima, iako u manjoj mjeri, kao i njegov stariji brat Maksimilijan II. car Svetog Rimskog Carstva te kralj čeških i ugarskih zemalja.
Brzo širenje Osmanlija predstavljalo je egzistencijalnu prijetnju Austriji, a naročito Unutrašnjoj Austriji čiji su južni dijelovi duž granice sa Hrvatskom i Ugarskom bili izravno ugroženi iznenadnim upadima osmanskih snaga. Karla je njegov stariji brat zadužio za obranu jugoistočnih dijelova carstva pa je Graz je postao organizacijski centar vojske i Vojne krajine. Kako bi se spriječio osmanske upade duboko u pozadinu, Karlo je dao podići čitav niz graničnih utvrda od kojih je ključna bila Karlstadt (današnji Karlovac) nazvana po po njemu.
Sve te obrambene mjere bile su izuzetno skupe pa je Karlu potrebna financijska pomoć od svih staleža, zapravo od predstavnika plemstva, klera i slobodnih kraljevskih gradova koji su ubirali porez.
Oni su mu 1578. odobrili provesti zakon Brucker Libell, kojim su se Štajerska i Koruška i Kranjska obavezale prikupiti 550.431 talira. Za usporedbu carska riznica dala je samo 140.000 talira.
Druga velika nevolja s kojim se morao nositi bila je reformacija, koja je predstavljala politički i vjerski problem. Dobar dio stanovništva po austrijskim zemljama naginjao je prema protestantizmu, koji je bio za vlast pravno gledano siva zona. Katolici su bili skloniji podržati centraliziranu monarhiju, a protestanti skloniji decentralizaciji i tražili da se odluke donose uz suglasnost svih staleža.
Da bi smirio uzavrele strasti, Karlo je bio prisiljen na ustupke pa je 1572. u Grazu izdao dekret Grazer Religionspazifikationen kojim je plemstvu garantirao slobodu vjeroispovijesti, to je kasnije prošireno i na slobodne građane. Problem se pojavio u interpretaciji tog dekreta, je li on značio samo puku slobodu savjesti ili i slobodu da se organizira vlastite župe sa školama, što je svaka strana tumačila na svoj način, sve to uzrokovalo je daljnje pogoršanje odnosa između dviju strana.
Karlo je u tom procesu doživio transformaciju, isprva se činio tolerantan i pragmatičan, iako su ga protestanti od samog početka optuživali da previše ide na ruku svojim španjolskim prijateljima i ljudima iz kurije. Uz sve to Karlo je bio pod velikim utjecajem svoje pobožne katoličke supruge pa se kasnije sve više zbližavao s ciljevima katoličke protureformacije, koja je bivala sve snažnija.
Karlo je shvatio da će mu za obnovu utjecaja Katoličke Crkve biti potreban bolji svećenički kadar i bolja organizacija Crkve. Zbog toga je 1580. u Grazu otvorio papinsku nuncijaturu, kao središe za koordinaciju europskih katoličkih snaga. On je također pozvao isusovce u Graz, i osnovao sveučilište 1585. kao centar buduće katoličke svećeničke elite.
Karlo je tako pripremio teren za narednu agresivniju fazu protureformacije po Unutrašnjoj Austriji koju je proveo njegov sin Ferdinand II.
Nadvojvoda je umro u Grazu 10. lipnja 1590., pokopan je u grobnici koju si je dao podići u benediktinskoj opatiji u Seckau.

## Vanjske poveznice
- Charles II as ruler of Inner Austria (engl.)

| Prethodnik:  | Nadvojvoda Unutrašnje Austrije | Nasljednik:   |
| Ferdinand I. | Nadvojvoda Unutrašnje Austrije | Ferdinand II. |